# HBA

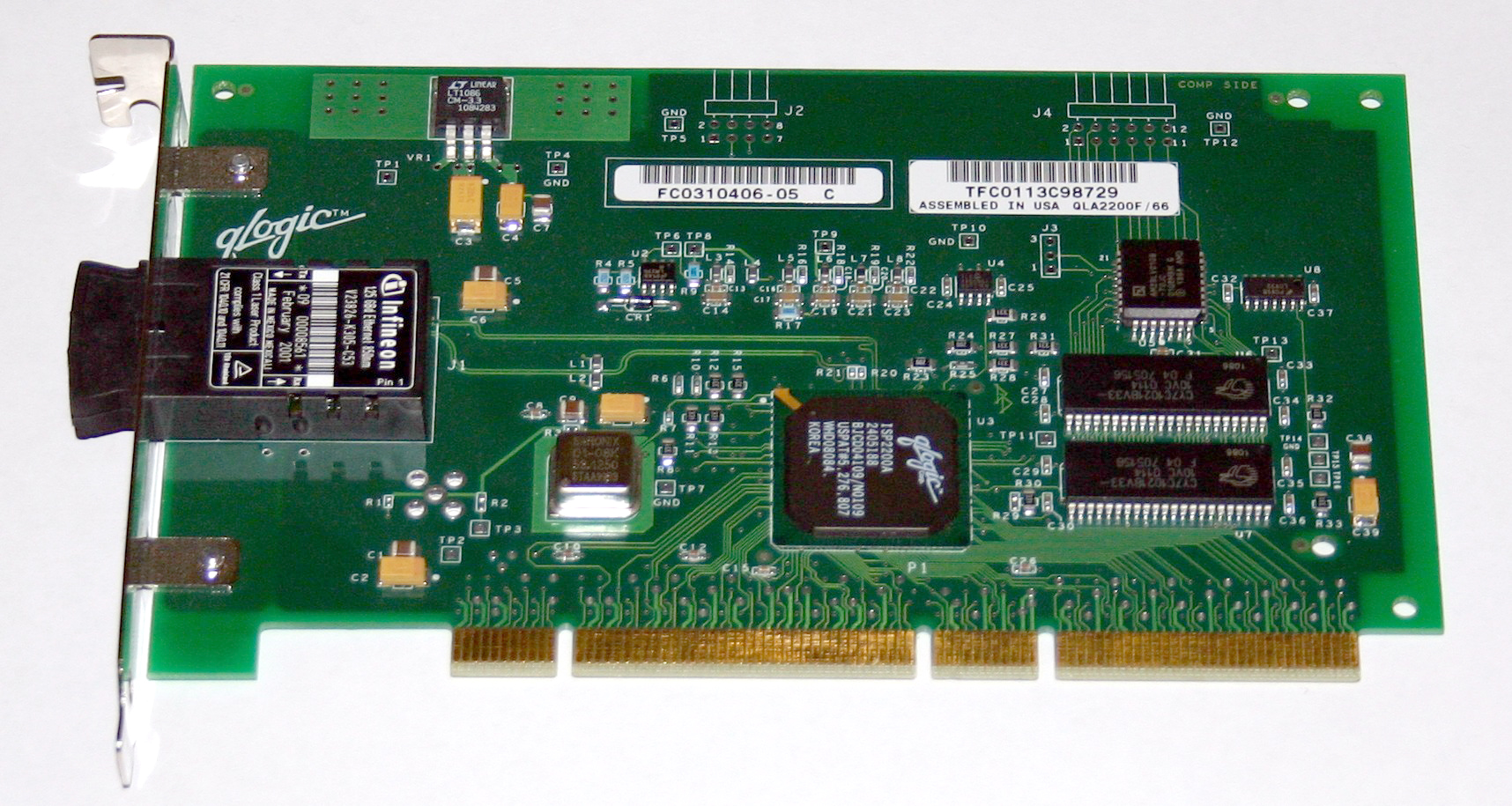
Fibre Channel Host Bus Adapter (64-битная PCI карта)

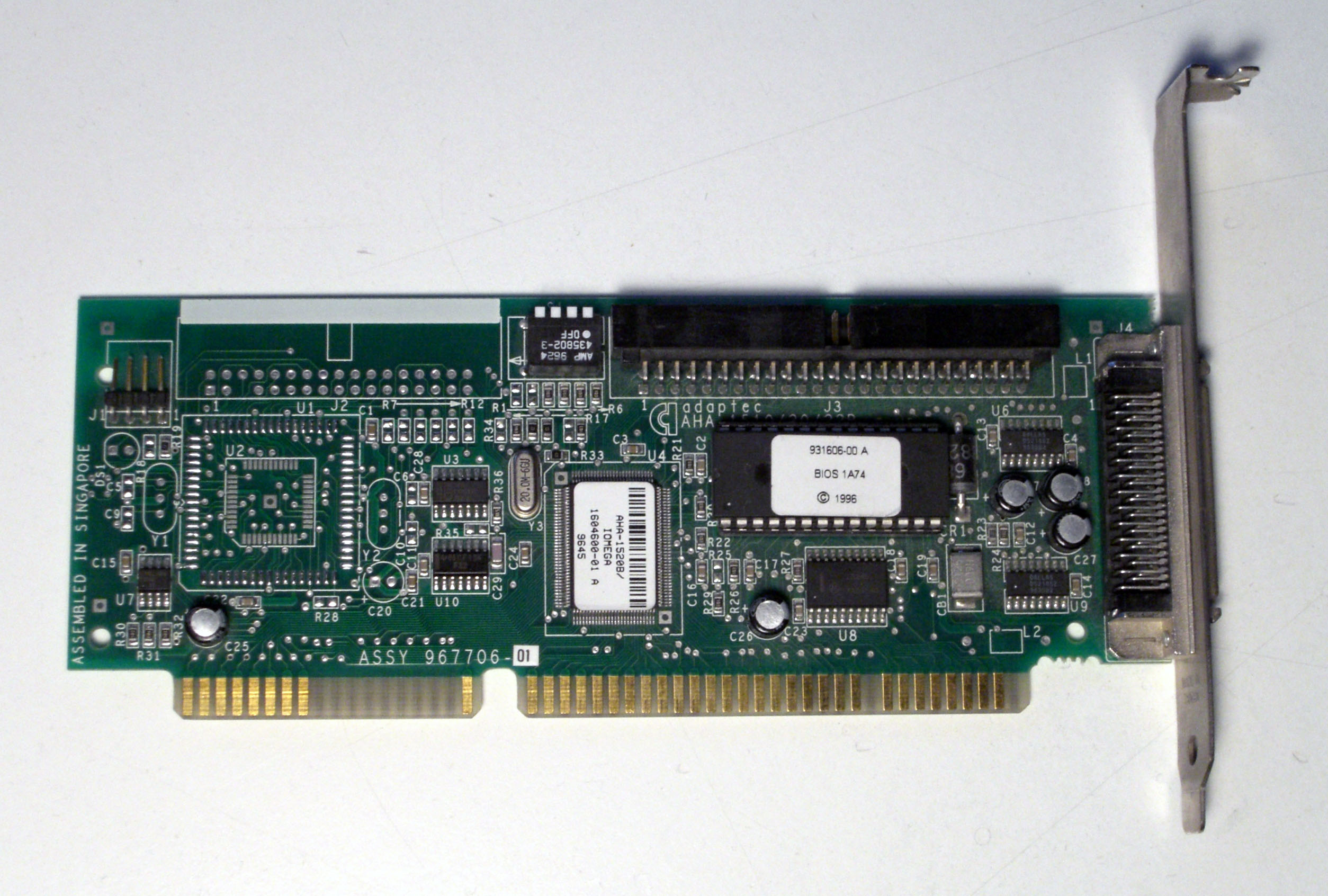
SCSI Host Bus Adapter (16-битная ISA карта)

Хост-адаптер шины (HBA, от англ. host bus adapter; также host channel adapter (HCA) «хост-адаптер канала» или просто host adapter) — вид компьютерных комплектующих: плата адаптера, устанавливаемая в компьютер и служащая для подключения накопителей (устройств хранения информации) или сети, имеющих в качестве интерфейса шинную организацию, отличную от имеющихся в компьютере изначально.
Термин используется для унификации терминологии вне зависимости от реальных названий объектов конкретной сети. Термин HCA (англ. host channel adapter) обычно связан с платами интерфейса InfiniBand.
Основными производителями HBA для Fibre Channel в настоящее время являются QLogic и Emulex. На середину 2009 года вместе они занимали до 90 % рынка. Среди других производителей — Agilent, ATTO, Brocade и LSI Corporation.

## История
Изначально термин использовался для обозначения устройств для соединения со SCSI-, Fibre Channel- и eSATA-устройствами, но устройства для соединения с IDE, Ethernet, FireWire, USB и другими системами, возможно, также имеют право называться HBA. Недавнее появление iSCSI и FCoE (Fibre Channel поверх Ethernet) привнесло появление Ethernet HBA, которые отличаются от платы сетевого интерфейса (англ. Ethernet NIC) тем, что они включают механизмы разгрузки TCP (англ. TCP offload engines). Существуют HBA, которые поддерживают как Ethernet, так и Fibre Channel.
В области применения мейнфреймов термин HBA традиционно не использовался. Вместо этого, начиная с 1960-х, пользовались другой техникой: канал ввода-вывода (или просто канал) представлял собой отдельный процессор, который может обращаться к оперативной памяти самостоятельно, параллельно с ЦП (подобно разработанному позднее механизму прямого доступа к памяти в составе персонального компьютера). Протоколом, используемым для коммуникации мейнфрейма с периферийными устройствами, был ESCON, теперь — FICON.